# Aimen Rizouk
Aimen Rizouk (en arabe : أيمن رزوق) est un joueur d'échecs algérien né le 3 août 1979 à Alger. Champion d'Algérie en 1999, il est le premier joueur algérien à avoir reçu le titre de grand maître international en 2007. Il a représenté l'Algérie lors des olympiades de 1994 et 2008, du championnat du monde de la Fédération internationale des échecs 2001-2002 et de la coupe du monde d'échecs 2009.
Au 1er août 2016, Rizouk est le troisième joueur algérien avec un classement Elo de 2 489.